# Luc Fellay
Luc Fellay (* 16. Dezember 1947 in Montreux, Schweiz) ist ein Schweizer Korpskommandant, er war Special Advisor to the Director am Genfer Zentrum für Sicherheitspolitik (GCSP) und ist Kommunalpolitiker.

## Biografie
Fellay war nach dem Tiefbau-Studium an der ETH Zürich im zivilen Bereich als Ingenieur tätig, bevor er 1978 in das Instruktionskorps der Festungstruppen eintrat, wo er zunächst als Einheitsinstruktor in den Festungsschulen eingesetzt war.
Nach dem Besuch der italienischen Führungsakademie des Heeres (Scuola di Guerra; heute: Centro per la Simulazione e la Validazione dell’Esercito) in Civitavecchia von 1990 bis 1991 war er ab 1992 Kommandant der Festungsoffiziersschule in Saint-Maurice, danach Kommandant der Festungsartillerie-Rekrutenschulen und Waffenplatzkommandant von Sion und ab dem 1. Januar 1996 einhergehend mit der Beförderung zum Brigadier Kommandant der Territorialbrigade 10.
2000 folgte die Verwendung als Kommandierender General der Territorialdivision 1 im Dienstgrad Divisionär und ab dem 1. Januar 2004 als Kommandant der Teilstreitkraft Heer der Schweizer Armee. Sein oberstes Ziel in dieser Position war es, das Schweizer Heer als glaubwürdige, effiziente Teilstreitkraft in eine leistungsorientierte Zukunft führen, insbesondere die Effizienzsteigerung der Ausbildung, die Verankerung der Milizarmee im Land und in der Bevölkerung sowie kompetente Einsätze der Brigaden.
Nach knapp vier Jahren Amtszeit geriet Fellay in die Kritik des Eidgenössischen Departements für Verteidigung, Bevölkerungsschutz und Sport (VBS), insbesondere in die Kritik des Chefs der Schweizer Armee Christophe Keckeis, der ihm in seiner Veröffentlichung Die Zukunft der Schweizer Armee vorwarf, dass seiner Meinung nach der Kommandant des Heeres auch 2007 noch viel zu viele Direktunterstellte habe und das Heer so seiner Meinung nach nicht führbar sei. Er forderte ferner die Neuorganisation noch vor seiner eigenen Zurruhesetzung. Fellay trat daraufhin zum 31. Dezember 2007 von seinem Amt zurück; für die Nachfolge wurde Brigadier Dominique Andrey bestimmt.
Bundesrat Samuel Schmid kommentierte im November 2007, dass Fellay das Heer in einer kritischen und entscheidenden Phase gestaltet habe und dass dabei entstandene Probleme aus seiner Sicht normal seien.
Anfang 2008 war Fellay in beratender Funktion am GCSP tätig. Seine Aufgaben umfassten die Konzeption und Durchführung zivil-militärischer Veranstaltungen, die federführende Mitwirkung beim Aufbau neuer sicherheitspolitischer Produkte, Module und Aktivitäten, die Vertretung des GCSP gegenüber Partnerorganisationen und bei Veranstaltungen im militärischen Bereich sowie die Förderung von Partnerschaften.
Fellay war Gemeindepräsident von Champéry, ist Botschafter der Stiftung Digger und wurde nach dem Rücktritt von Yannick Buttet ad interim zusammen mit Urs Zurbriggen im September 2024 Präsidenten der Walliser Tourismuskammer.